# Seriki Audu
Seriki Audu (Yobe, 30 de agosto de 1991 - Bauchi, 20 de diciembre de 2014) fue un futbolista nigeriano que jugaba en la demarcación de delantero.

## Biografía
Debutó como futbolista en 2010 con el Lobi Stars. Durante su primera etapa en el club jugó dos años en la Liga Premier de Nigeria. Llegó a jugar la final de la Copa de Nigeria en 2012, perdiendo contra el Heartland FC por 2-1. En 2012, fichó por el Gombe United FC por un año. En 2013 volvió al Lobi Stars, último club en el que jugó. El 20 de diciembre de 2014 falleció en un accidente de tráfico cuando se dirigía de Yobe a Bauchi, a los 23 años de edad.

## Clubes
| Club            | País    | Año         |
| --------------- | ------- | ----------- |
| Lobi Stars      | Nigeria | 2010 - 2012 |
| Gombe United FC | Nigeria | 2012 - 2013 |
| Lobi Stars      | Nigeria | 2013 - 2014 |